# 綠山山脈

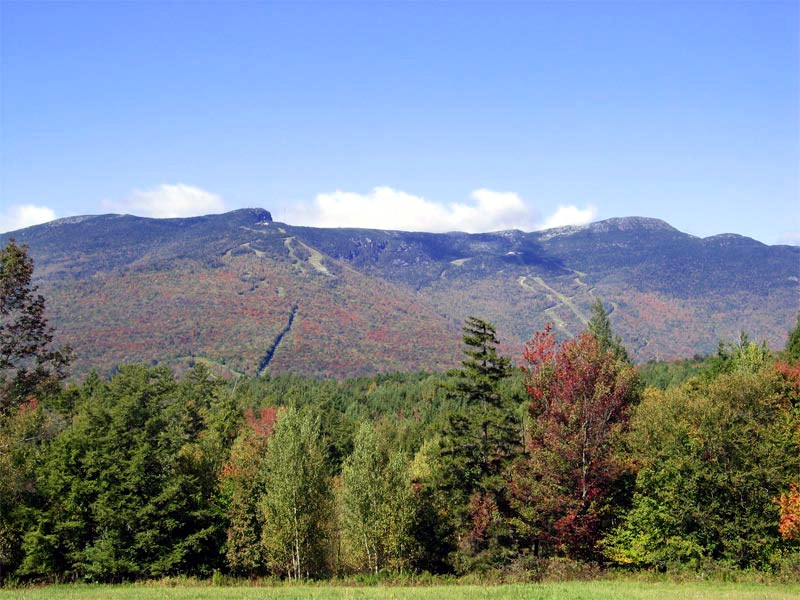
曼斯菲爾德山

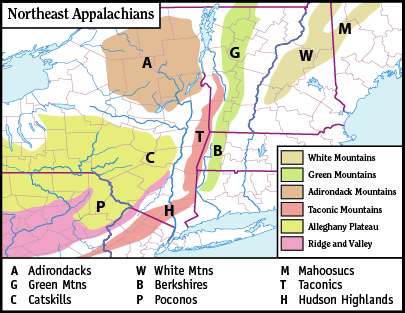
東北阿巴拉契亞山脈，V為綠山山脈

綠山山脈 （Green Mountains）是美國佛蒙特州的一處山地，是阿巴拉契亞山脈的一部分。自北向南綿延400公里，最高點曼斯菲爾德山 （Mount Mansfield，海拔 1,339 公尺）也是該州最高點。
佛蒙特州的州名就是來自山名的法語名字 Verts Monts。山名也是州的暱稱。